# János Damjanich
János Damjanich (Staza, 1807 – Arad, 1849) è stato un patriota ungherese.
Rivoluzionario dal 1848, fu a capo delle truppe che scacciarono gli Austriaci dai confini ungheresi. Dopo la resa di Világos fu catturato dai Russi, che lo consegnarono all'Austria. Fu impiccato con altri 12 patrioti ungheresi ad Arad.